# Perotrochus vicdani
Perotrochus vicdani (Kosuge, 1980) é uma espécie de molusco gastrópode marinho da família Pleurotomariidae, nativa da região oeste do oceano Pacífico.

## Descrição
Perotrochus vicdani possui concha em forma de turbante cônico, com até pouco mais de 7 centímetros. Relevo reticulado de estrias em espiral atravessadas por finas linhas de crescimento. Coloração creme, com fortes desenhos em amarelo, laranja e salmão.

## Distribuição geográfica
São encontrados em águas profundas do oeste do oceano Pacífico (Filipinas até Vietnã).